# Tamil United Liberation Front
Die Tamil United Liberation Front (tamilisch: தமிழர் ஐக்கிய விடுதலை முன்னணி) ist eine politische Partei in Sri Lanka, die nach einer Autonomie für die tamilischsprachigen Gebiete des Landes strebt.
Am 4. Mai 1972 gründeten mehrere tamilische politische Gruppierungen die Tamil United Front (TUF). Die Federal Party schloss sich 1976 an und sie änderten den Parteinamen zu Tamil United Liberation Front. Später setzte sie es sich zum politischen Ziel, unter dem Namen Tamil Eelam eine staatliche Eigenständigkeit für die in Sri Lanka lebende Tamilen zu erreichen.